# Juscelinomys
Juscelinomys (Moojen, 1965) è un genere di roditori della famiglia dei Cricetidi.

## Descrizione

### Dimensioni
Al genere Juscelinomys appartengono roditori di piccole dimensioni, con lunghezza della testa e del corpo tra 128 e 155 mm, la lunghezza della coda tra 85 e 116 mm e un peso fino a 99 g.

### Caratteristiche craniche e dentarie
Il cranio è stretto e presenta un rostro ampio, i fori palatali sono lunghi e larghi. La mandibola è poco sviluppata.
Sono caratterizzati dalla seguente formula dentaria:

### Aspetto
Le parti dorsali sono rossastre od olivastre densamente striate di nero, particolarmente lungo la spina dorsale, mentre le parti ventrali sono arancioni. Il muso è allungato, le orecchie sono corte e densamente ricoperte di peli. Le tre dita centrali delle zampe anteriori hanno artigli fortemente allungati. La coda è più corta della testa e del corpo, è tozza e si affusola verso l'estremità, è completamente rivestita di peli setolosi nerastri o rossastri. Le femmine hanno quattro paia di mammelle.

## Distribuzione
Si tratta di roditori terricoli diffusi nel Brasile meridionale e nella Bolivia orientale.

## Tassonomia
Il genere comprende 2 specie:
- Juscelinomys candango †
- Juscelinomys huanchacae

Studi effettuati sulla popolazione boliviana hanno determinato che J.guaporensis, precedentemente considerata come specie distinta, è in effetti un sinonimo di J.huanchacae.